# بندران
بُندران، روستایی در دهستان گشت بخش مرکزی شهرستان سراوان در استان سیستان و بلوچستان ایران است.

## جاذبه‌های گردشگری
- آبشار بندران
- آبشار کنیر

## جمعیت
بر پایه سرشماری عمومی نفوس و مسکن در سال ۱۳۹۵، جمعیت این روستا برابر با ۲۲۸ نفر (۵۰ خانوار) بوده‌است.